# 卢晓峰
卢晓峰（1996年9月23日—），陕西渭南人，新疆生产建设兵团副政委。

## 生平
1975年9月参加工作，1980年1月加入中国共产党，研究员。1975年9月到1975年12月，为新疆生产建设兵团农二师二十九团十九连职工。1975年12月到1978年3月，任农二师二十九团政治处干事。1978年3月到1982年3月，为塔里木农垦大学畜牧系学生。1982年3月到1985年2月，为塔里木农垦大学畜牧系助教。1985年2月到1988年11月，为新疆农垦科学院科管办干部。1988年11月到1992年7月，任新疆农垦科学院科管办副主任。1992年7月到1995年8月，任新疆农垦科学院科研管理处处长。1995年8月到2000年10月，任新疆农垦科学院党委委员、副院长。
2000年10月到2001年8月，任农四师党委常委、副师长。其间，1999年9月到2002年8月在中共中央党校经济管理专业在职研究生班学习，毕业获得中共中央党校研究生学历。2001年8月到2006年1月，任农四师党委副书记、师长。其间，2003年3月到2004年1月在中共中央党校中青班学习。2006年1月到2008年5月，任农四师党委书记、政委，伊犁哈萨克自治州党委常委。2008年5月到2008年6月，任新疆生产建设兵团副政委。2008年6月起，任新疆生产建设兵团党委常委、副政委。2011年8月起，任新疆生产建设兵团党委常委、副政委，并兼任农八师党委书记、政委。2011年9月起，任新疆生产建设兵团党委常委、副政委，并兼任农八师石河子党委书记、农八师政委。2012年12月起，任新疆生产建设兵团党委常委、副政委，并兼任第八师石河子党委书记、第八师政委。2013年7月起，任新疆生产建设兵团党委常委、副政委。2014年1月起，兼任新疆生产建设兵团红十字会会长。